# William Huston Natcher

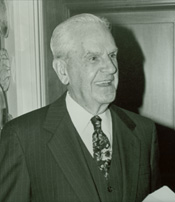
William Huston Natcher

William Huston Natcher (* 11. September 1909 in Bowling Green, Kentucky; † 29. März 1994 in Bethesda, Maryland) war ein US-amerikanischer Politiker. Zwischen 1953 und 1994 vertrat er den Bundesstaat Kentucky im US-Repräsentantenhaus.

## Werdegang
William Natcher besuchte die öffentlichen Schulen seiner Heimat sowie das Western Kentucky State College, das er im Jahr 1930 absolvierte. Nach einem anschließenden Jurastudium an der Ohio State University in Columbus und seiner 1934 erfolgten Zulassung als Rechtsanwalt begann er in Bowling Green in diesem Beruf zu arbeiten. Politisch war Natcher Mitglied der Demokratischen Partei. In den Jahren 1936 und 1937 fungierte er als Bundesbeauftragter (Federal conciliation commissioner) für das westliche Kentucky. Von 1938 bis 1950 war er Staatsanwalt im Warren County. Im Juli 1940 nahm er als Delegierter an der Democratic National Convention in Chicago teil, auf der Präsident Franklin D. Roosevelt für eine dritte Amtsperiode nominiert wurde. Zwischen 1941 und 1946 leitete Natcher die Jugendorganisation seiner Partei in Kentucky. Dabei war er allerdings von 1942 bis 1945 als Soldat bei der United States Navy im Zweiten Weltkrieg eingesetzt. Von 1951 bis 1953 amtierte er als Staatsanwalt im achten Gerichtsbezirk von Kentucky.
Nach dem Tod des Abgeordneten Garrett L. Withers wurde Natcher im zweiten Wahlbezirk von Kentucky als dessen Nachfolger in das US-Repräsentantenhaus in Washington, D.C. gewählt, wo er am 1. August 1953 sein neues Mandat antrat. Da er bei den folgenden 20 Wahlen jeweils bestätigt wurde, konnte er bis zu seinem Tod im Jahr 1994 im Kongress verbleiben. Seit 1993 führte er den Vorsitz im Bewilligungsausschuss. Natcher setzte sich im Kongress für den Ausbau der Straßen und Autobahnen ein. Auf der anderen Seite blockierte er jahrelang die Finanzierung des Ausbaus der Metro im Großraum der Bundeshauptstadt Washington.
In seinen über 40 Jahren im Kongress erlebte er unter anderem die Bürgerrechtsbewegung, den Koreakrieg, den Vietnamkrieg, die Watergate-Affäre und die Verabschiedung der vier bislang letzten Verfassungszusätze. In dieser Zeit gab es acht verschiedene US-Präsidenten. William Natcher starb am 29. März 1994 im Marinehospital in Bethesda.